# 吉田圭伸
吉田 圭伸（よしだ けいしん、1987年1月12日 - ）は、日本、北海道中川郡音威子府村出身のクロスカントリースキー選手。おといねっぷ美術工芸高校、中央大学を卒業。自衛隊体育学校冬季特科。現所属は東川町役場。

## 経歴
音威子府中学3年時に全国中学校スキー大会フリー種目で初の全国制覇。おといねっぷ美術工芸高校2年時には全国高等学校スキー大会でクラシカル、フリー、男子リレーの3冠に輝き、学校対抗男子総合優勝に大きく貢献。翌3年時には、フリー種目で優勝。学校対抗でも男子総合優勝をし、2連覇を果たす。ノルディックスキージュニア世界選手権クロスカントリースキー競技では、日本人高校生史上初となる銀メダルを獲得。中央大学卒業後は陸上自衛隊冬季戦技教育隊（現：自衛隊体育学校冬季特科）に所属。自衛隊での階級は1尉。
2011年の冬季アジア大会（カザフスタン）では2種目で金メダルを獲得。
2014年2月のソチオリンピック（ロシア）においてオリンピック初出場。
2017年2月4日、平昌（韓国）で開催されたW杯距離複合において、自己最高順位となる6位に入賞。
2018年2月の平昌オリンピック（韓国）において2大会連続でオリンピック出場を果たす。
2020-21シーズン終了後に自身のブログで引退を発表した。

## 主な競技結果

### 冬季オリンピック
- 2014年ソチオリンピック( ロシア)
  - 4x10kmリレー：LAP
- 2018年平昌オリンピック( 韓国)
  - 30kmスキースロン：25位
  - 15kmフリー：13位
  - 50kmクラシカル：23位

### ノルディックスキー世界選手権
- 2011年オスロ大会( ノルウェー)
  - 男子30kmパシュート：42位
  - 男子15kmクラシカル：12位
  - 男子4x10kmリレー：6位（ノルディックスキー世界選手権でのリレー最高位）
  - 男子50kmフリー：36位

- 2013年ヴァル・ディ・フィエンメ大会( イタリア)
  - 男子30kmスキーアスロン：22位
  - 男子4x10kmリレー：8位
  - 男子50kmクラシカル：12位

- 2015年ファールン大会( スウェーデン)
  - 男子30kmスキーアスロン：20位
  - 男子4×10kmリレー：12位
  - 男子50kmクラシカル：17位

- 2017年ラハティ大会( フィンランド)
  - 男子30kmスキーアスロン：12位
  - 男子50㎞フリー：12位

- 2019年ゼーフェルト大会( オーストリア)
  - 男子30kmスキーアスロン：20位
  - 男子50㎞フリー：16位

- 2021年オーベルストドルフ大会( ドイツ)
  - 男子30kmスキーアスロン：35位
  - 男子15kmフリー：44位
  - 男子4x10kmリレー：9位
  - 男子50㎞クラシカル：23位

### ワールドカップ
- 初出場 - 2006年3月19日 札幌大会（ 日本）男子30kmパシュート
- 最高成績 - 2017年2月4日 平昌大会（ 韓国）男子30kmスキーアスロン：6位

### その他の国際大会

#### ジュニア世界選手権
- 2005年ロバニエミ大会（ フィンランド）
  - 男子10kmフリー：準優勝

- 2006年クラーニ大会（ スロベニア）
  - 男子10kmクラシカル：7位

#### ユニバーシアード
- 2007年ユニバーシアード冬季競技大会 トリノ（ イタリア）
  - 男子リレー：4位
- 2009年ユニバーシアード冬季競技大会 ハルピン（ 中国）
  - 男子30kmクラシカル：5位
  - 男子リレー：準優勝
  - 男子パシュート：8位
  - 男子10kmフリー：6位

#### U23世界選手権
- 2010年ヒンターツァルテン大会（ ドイツ）
  - 男子15kmクラシカル：4位
  - 男子30kmパシュート：4位

#### 冬季アジア大会
- 2011年アスタナ・アルマトイ（ カザフスタン）
  - 男子15kmフリー：優勝
  - 男子10kmクラシカル：優勝
  - 男子4×10kmリレー：準優勝
  - 男子30kmパシュート：3位

### 国内大会

#### 全日本スキー選手権大会
- 2009/10 - チームスプリント 優勝（陸自冬戦教：本田尚平/吉田圭伸）
- 2009/10 - パシュート 優勝
- 2009/10 - リレー 優勝（陸自冬戦教）
- 2009/10 - クラシカル50km 優勝
- 2011/12 - クラシカル15km 優勝
- 2012/13 - フリー15km 優勝
- 2012/13 - クラシカル50km 優勝
- 2014/15 - リレー 優勝（陸自冬戦教）
- 2014/15 - チームスプリント 優勝（陸自冬戦教：吉田圭伸/柏原暢仁）
- 2014/15 - スキーアスロン 優勝
- 2014/15 - フリー15km 優勝
- 2015/16 - リレー 優勝（陸自冬戦教）
- 2015/16 - チームスプリント 優勝（陸自冬戦教：吉田圭伸/柏原暢仁）
- 2015/16 - クラシカル50km 優勝
- 2018/19 - リレー 優勝（陸自冬戦教）
- 2018/19 - フリー15km 優勝
- 2018/19 - クラシカル50km 優勝
- 2020/21 - クラシカル10km 優勝
- 2020/21 - 総合パシュート 優勝

## 記録の出典
- YOSHIDA Keishin - 国際スキー連盟のプロフィール （英語）
- 吉田圭伸 - Olympedia（英語）